# 名鉄山中駅
もしかして
- 名電山中駅

ではありませんか？